# Zehn Märsche, um den Sieg zu verfehlen
Zehn Märsche, um den Sieg zu verfehlen (englisch 10 Marches to Miss the Victory; spanisch Diez marchas para malograr la victoria) für Bläserensemble und Schlagzeug ist der Titel eines aus verschiedenen marschähnlichen Musikstücken zusammengesetzten Werkes des argentinisch-deutschen Komponisten Mauricio Kagel (1931–2008), worin dieser virtuos und scharfsinnig-humorvoll mit verschiedenen Klischees der Marschmusik spielt.

## Hintergrund
Die zehn Stücke wurden in den Jahren 1978–1979 komponiert, der Zeit der Militärdiktatur in Argentinien und der dort ausgetragenen Fußball-Weltmeisterschaft.

## Einführung
Den Angaben des Komponisten zufolge entstanden diese Musikstücke „als Kontrapunkt“ zu dem Text seines Hörspiels Der Tribun (das 1980 den Hörspielpreis der Kriegsblinden erhielt), bei dem es sich um einen politischen Redner handelt, der während der Probe zu seinem öffentlichen Auftritt sich selbst die begeisterte Zustimmung der Zuhörer und die Klänge einer allgegenwärtigen Militärkapelle vom Tonband einspielt. Mauricio Kagel hatte zu diesem Monolog Marschmusik geschrieben. Mit dem musikalischen Genre des Marsches geht Kagel nun streng ins Gericht:

„Dass die akustischen Werkzeuge meiner Zunft hier waffenähnliche Aufputschmittel sind, wird, weil die Wirkung ungefährlich erscheint, geflissentlich verschwiegen. Das Gegenteil ist der Fall: Musik kann sich in den Köpfen jener wirkungsvoll einnisten, die Sprengköpfe zu verwalten haben. Der Ausgang jedenfalls ist allseits bekannt.“

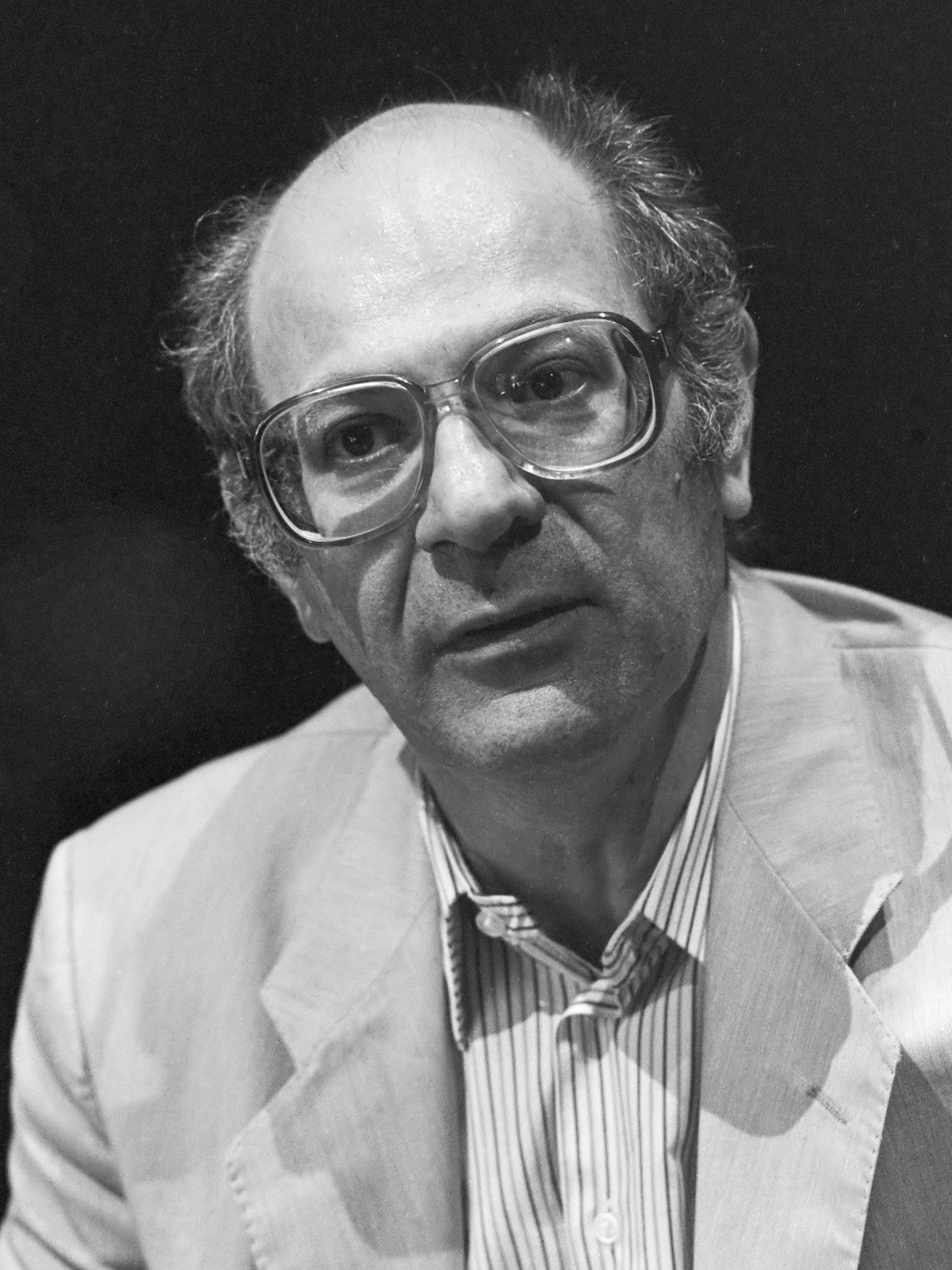
Mauricio Kagel (1985)

In einer Erläuterung zu seinem Werk wies der Komponist darauf hin, dass die vollständige Aufführung aller 10 Märsche hintereinander […] ausdrücklich zu vermeiden sei.
Die einzelnen Sätze tragen die Überschriften: 1. Allegro – 2. Allegro – 3. Vivace – 4. Vivace – 5. Moderato – Allegro – Tempo I (Moderato) – 6. Allegretto – Piu mosso – 7. Andantino – 8. Vivace – Meno mosso – 9. Wie ein Kondukt: Marcia funebre – 10. Allegro.
Ihre Spieldauer beträgt ca. 16 Minuten.

## Besetzung
Die Besetzung des für Bläser und Schlagzeug geschriebenen Werkes lautet im Einzelnen:

„sechs reale Stimmen (Holzbläser und/oder Blechbläser) und zwei Schlagzeugspieler; kann zusätzlich zu den acht Ausführenden mit einer beliebigen Anzahl an Musikern besetzt werden; für einige Abschnitte werden Obligat-Instrumente verlangt: Trompete, Piccolo, Klarinette; die Partie der Schlagzeuger ist ebenfalls obligat, das Instrumentarium dagegen ad libitum.“

## Verschiedenes
Bereits 1970 hatte der Pazifist Kagel seine Klangwehr für schreitendes Musikkorps und Lautsprecher (Sound Defense for military marching band and loudspeakers) komponiert, ein Auftragswerk von Radio Bremen., das auf ein geteiltes Echo stieß.
Bereits sein Kölner Professoren-Kollege Bernd Alois Zimmermann (1918–1970) hatte sich in seiner den Radetzky-Marsch und den Marche au supplice von Berlioz zitierenden Collage Musique pour les soupers du Roi Ubu zuvor kritisch mit dem Genre der Marschmusik auseinandergesetzt.